# رضا أباد (همت أباد)
رضا أباد (بالفارسية: رضاآباد) هي مستوطنة تقع في إيران في قسم همت أباد الريفي. يقدر عدد سكانها بـ 233 نسمة .